# سیارک ۱۳۱۱۸۶
سیارک ۱۳۱۱۸۶ (به انگلیسی: 131186 Pauluckas، نامگذاری:2001DS) صد و سی و یک هزار و صد و هشتاد و ششمین سیارک کشف شده‌است که در ۱۶ فوریه ۲۰۰۱ کشف شد.